# Nad Vápenkou
Nad Vápenkou je přírodní památka jižně od obce Velká nad Veličkou v okrese Hodonín. Oblast spravuje Krajský úřad Jihomoravského kraje. Důvodem ochrany je zachování xerotermních společenstev, chráněných a ohrožených druhů rostlin a živočichů. Na stepních stráních se vyskytuje nejbohatší populace koniklece velkokvětého (Pulsatilla grandis) v Bílých Karpatech. Ze zvláště chráněných druhů rostlin se zde vyskytuje: vstavač vojenský (Orchis militaris), vstavač osmahlý (Neotinea ustulata), vstavač bledý (Orchis pallens), pětiprstka žežulník (Gymnadenia conopsea), pětiprstka hustokvětá (Gymnadenia densiflora), len žlutý (Linum flavum), kozinec dánský (Astragalus danicus) a další. Na vegetaci je vázána svým výskytem i řada teplomilných druhů hmyzu.